# St. Petronilla (Aulhausen)

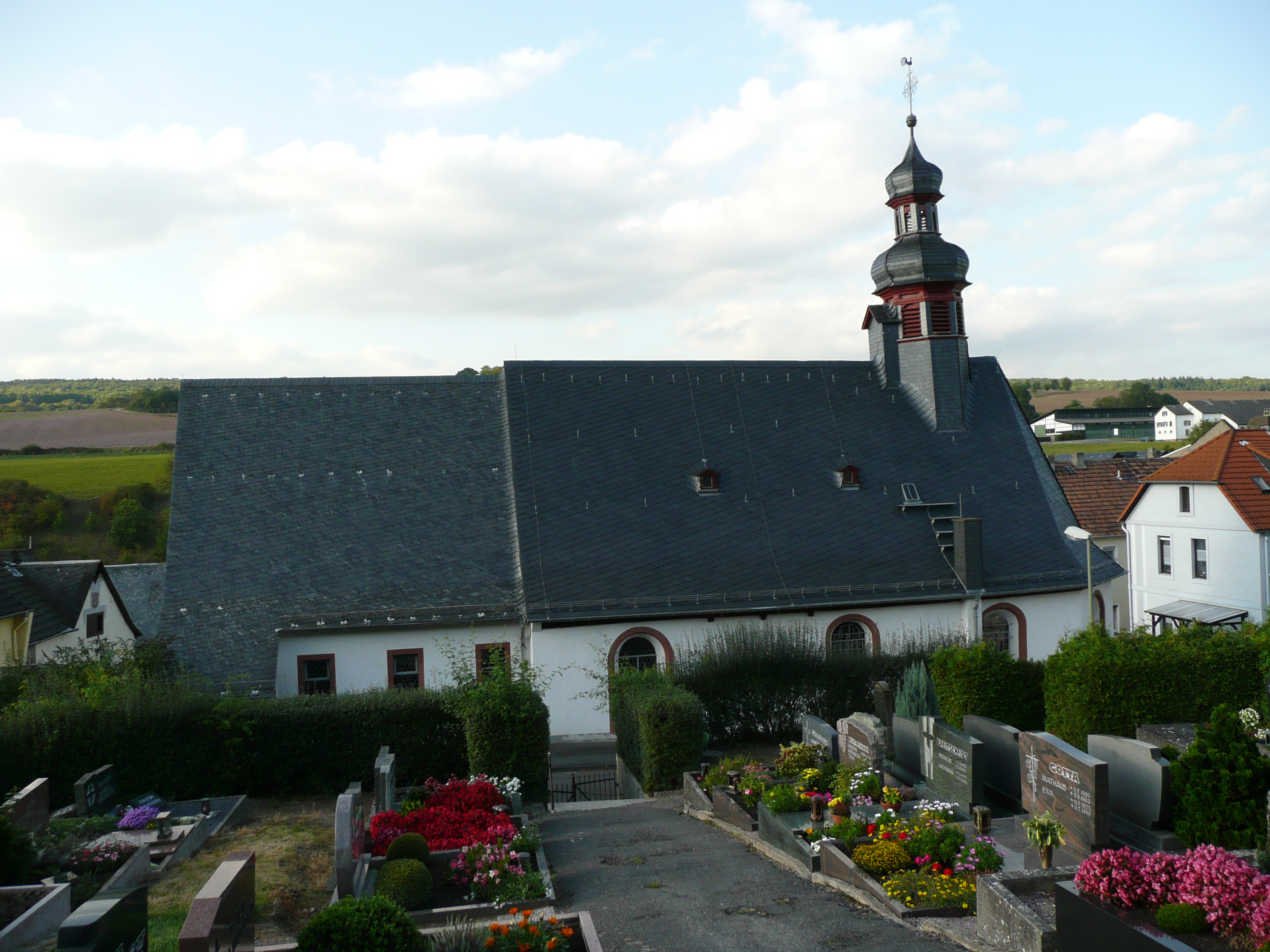
Pfarrkirche

Die katholische, ehemalige Pfarrkirche St. Petronilla ist ein denkmalgeschütztes Kirchengebäude in Aulhausen, einem Stadtteil von Rüdesheim am Rhein im Rheingau-Taunus-Kreis (Hessen). St. Petronilla ist heute eine Filialkirche der Pfarrei Heilig Kreuz Rheingau, einer Pfarrei neuen Typs. Seit 2015 ist der sogenannte Rheingauer Dom in Geisenheim auch Pfarrkirche von Aulhausen.
Das kleine gotische Kirchenschiff mit dreiseitigem Chorschluss und einem Haubendachreiter wurde im 18. Jahrhundert umgebaut. Die längs eines Hanges liegende Kirche wurde 1897 restauriert. Direkt neben der Kirche liegt der Friedhof.

## Ausstattung
- Ein Hochaltar vom Anfang des 18. Jahrhunderts
- Gestühl von 1680
- Einige barocke Figuren
- Eine Muttergottesstatue von der Zeit um 1700[2]

## Glocken
Geläutedisposition:  e″-2 – fis″-2 – a″-1
| Nr. | Name       | Masse (kg) | Ø (mm) | Schlagton (16tel) | Abklingdauer (Sec.) | Klangverlauf    | Gussjahr | Glockengießer              | Inschrift | Gussmetall |
| 1   | ?          | ca. 130    | 621    | e2-2              | 34                  | wellig ruhig    | 1764     | Johann Martin Roth / Mainz | AD 1764 GOSS MICH JOHAN MARTIN ROTH IN MAYNTZ. (darunter nebeneinander Männerköpfe mit Perücke u. Brustkreuz sowie eine Kreuzigungsgruppe) | Bronze     |
| 2   | Petronilla | ca. 90     | 539    | fis2-2            | 16                  | stoßend         | 1955     | Czudnochowsky / Erding     | IN HONOREM S: PETRONILLAE _ ERDING 1955 ICH RUFE DIE LEBENDEN / UND BEWEINE DIE TOTEN.                                                     | Euphon     |
| 3   | Maria      | ca. 50     | 473    | a2-1              | 30                  | intermittierend | 1955     | Czudnochowsky / Erding     | AVE REGINA - VIRGO MARIA - ERDING 1955 | Euphon     |